# Стрельникова, Федосия Афанасьевна
Федосия Афанасьевна Стрельникова — советский организатор сельскохозяйственного производства, Герой Социалистического Труда.

## Биография
Родилась в 1900 году в селе Павловское Кокчетавского уезда в семье крестьянина-бедняка. Член ВКП(б) с 1938 г.
С юных лет работала по найму у кулаков. В 1926 году с семьёй переехала в Киргизию.
С 1928 г. — доярка, с 1933 г. доярка-инструктор животноводческого совхоза «Аламедин» Ворошиловского района Фрунзенской области Киргизской ССР. В 1935 году поставила всесоюзный рекорд по надою молока - 4169 килограммов, за что была награждена орденом Ленина и большой медалью ВСХВ.
С 1938 года заместитель директора, с 1941 г. директор совхоза «Аламедин». За ударный труд в годы войны награждена орденами "Знак Почёта" и Красной Звезды.
В 1947 году предприятию присвоен статус племенного совхоза.
В 1956 году надой на фуражную корову составил 4665 кг молока.
Указом Президиума Верховного Совета СССР от 15 февраля 1957 года присвоено звание Героя Социалистического Труда с вручением ордена Ленина и золотой медали «Серп и Молот».
За выведение новой породы крупного рогатого скота «Алатауская» в составе коллектива была удостоена Сталинской премии второй степени 1951 года.
Избиралась депутатом Верховного Совета СССР 1-го и 3-го созывов, Верховного Совета Киргизской ССР многих созывов.
Умерла 23 марта 1957 года в селе Арашан.